# Minimální alveolární koncentrace
Minimální alveolární koncentrace (MAC) je koncept používaný pro porovnávání síly (potence) inhalačních anestetik. Stručně řečeno, je definována jako taková koncentrace par v plicích, která je potřeba k tomu, aby u 50 % osob zabránila obranné pohybové reakci na chirurgický (bolestivý) podnět. Statisticky se tedy jedná o medián.
Koncept byl uveden v roce 1965. Mezi další použití MAC patří MAC-BAR (1,7 - 2,0 MAC), což je koncentrace potřebná k zablokování reflexů autonomního nervstva na nociceptivní podněty, a MAC-awake (0,3 - 0,5 MAC), koncentrace potřebná k zablokování volních reflexů a vědomého vnímání.

## Formální definice
MAC je koncentrace par (měřená v procentech při atmosférickému tlaku, tj. jako parciální tlak), která zabraňuje reakci na standardní chirurgický podnět (tradičně na danou hloubku a šířku incizí kůže) u 50 % subjektů. Toto měření se provádí v ustáleném stavu (předpokládá se konstantní alveolární koncentrace po dobu 15 minut), za předpokladu, že toto umožňuje rovnováha mezi plyny v plicních sklípcích, v krvi a v mozku. MAC je uznávaná míra potence celkových inhalačních anestetik, protože zůstává pro danou látku v zásadě konstantní i za proměnlivých podmínek.

## Běžné hodnoty MAC
- oxid dusný - 104[3]
- desfluran - 6[3]
- sevofluran - 2[3]
- enfluran - 1,7
- isofluran - 1,2[3]
- halotan - 0,75[3]
- methoxyfluran - 0,16